# レオナルド・デ・ロレンツォ
レオナルド・デ・ロレンツォ（Leonardo De Lorenzo, 1875年8月29日 - 1962年7月29日）は、イタリア人のフルート奏者、音楽教育者。

## 生涯
デ・ロレンツォはポテンツァ県、ヴィッジャーノに生まれた。彼は8歳の頃からフルートを吹き始め、ナポリへ赴いてナポリ音楽院へ入学した。16歳の時にアメリカへ移住し、ケンタッキー州のセルリアンのホテルで働いた。しかし1896年には兵役に従事するためにイタリアへ帰国し、アレッサンドリアでジョヴァンニ・モランツォーニが指揮する軍楽隊に入隊した。
続いて、デ・ロレンツォはイタリア、ドイツ、南アフリカに演奏旅行をして自らのキャリアを開始した。25歳になるとケープタウンのオーケストラに入団する。1907年、彼は修行を完成するためにナポリへ戻り、その後再びアメリカへと渡ってグスタフ・マーラーが常任指揮者を務めるニューヨーク・フィルハーモニック管弦楽団のフルート奏者になった。また、ジョルジュ・バレールの代役としてニューヨーク交響楽団でも演奏した。
デ・ロレンツォはミネアポリス、ロサンジェルス、ロチェスターの各管弦楽団でも演奏した。1914年、ミネアポリス交響楽団と仕事している時期に、彼はピアニストのモード・ピーターソン（Maude Peterson）と出会った。彼女は伴奏者として彼と頻繁に協演を重ね、2人は結婚した。1917年、ロサンゼルス・フルート・クラブがデ・ロレンツォを讃えるミュージカルを上演し、彼は同団体で初の名誉会員となった。
デ・ロレンツォは1923年から1935年まで、イーストマン音楽学校でフルートの教授を務めた。退官後は作曲と理論書の執筆に集中した。「Saltarello」や「Pizzica-pizzica」といった作品は、彼の故郷の町に伝わる音楽の性格的な響きへ敬意を表した作品である。彼の研究成果は全て、1953年10月25日に南カリフォルニア大学へと寄贈された。
同年、デ・ロレンツォはローマのワシントン国際アカデミーから名誉博士号を授与され、ミラノに新設されたフルートクラブの名付け親となった。1955年8月29日、ロサンゼルス・フルート・クラブは彼の80歳の誕生日を祝う演奏会を催し、彼の作品を演奏した。彼はカリフォルニア州、サンタバーバラの自宅で息を引き取った。彼に捧げられた「レオナルド・デ・ロレンツォ」国際フルート大会が、2年毎にヴィッジャーノで開催されている。

## 作品
- フルートのための「アッパッショナート」 Op.5
- フルートとピアノのための「Giovialita」 Op.15
- フルートのための「Saltarello」 Op. 27
- フルートのための「Carnevale di Venezia」
- Nove grandi studi
- 3つのフルートのための「I tre virtuosi」 Op. 31
- 4つのフルートのための「I seguaci di Pan」 Op. 32
- フルートのための「Non plus ultra」 Op. 34
- フルートのための「Pizzica-Pizzica」 Op. 37
- フルートのための「Suite mitologica」 Op. 38
- フルートとピアノのための「Idillio」 Op. 67
- フルートとピアノのための「Improvviso」 Op. 72
- 5つのフルートのための「シンフォニエッタ Sinfonietta (Divertimento Flautistico)」 Op. 75
- フルート、クラリネットとファゴットのための「Trio Eccentrico」 Op. 76
- フルート、オーボエとクラリネットのための「Trio Romantico」 Op. 78
- フルート、オーボエ、クラリネットとファゴットのための「I quattro virtuosi (Divertimento fantastico)」 Op. 80
- フルートのための「Capriccio」 Op. 82

## 教育書
- L'Indispensabile A complete modern school for the flute (1912)
- My complete story of the flute (1951)